# Kawasaki Ki-32
El Kawasaki Ki-32 (九八式軽爆撃機 Kyuhachi-shiki keibakugekiki?) fue un bombardero ligero japonés de la Segunda Guerra Mundial. Era un monoplano en voladizo de un solo motor, dos asientos, ala media y un tren de aterrizaje fijo con rueda de cola. La bodega de bombas interna acomodaba una carga ofensiva de 300 kg, complementada con 150 kg de bombas en bastidores externos en las alas. 
De acuerdo con el sistema aliado de nombres en código, en el que los bombarderos llevan nombre de mujer, el Ki-32 fue apodado «Mary»

## Diseño y desarrollo
El Ki-32 fue desarrollado en respuesta a una especificación del Ejército Imperial Japonés de mayo de 1936 para reemplazar el bombardero ligero Kawasaki Ki-3 con un avión diseñado y construido completamente de manera autóctona. Se pidió a Mitsubishi y Kawasaki que construyeran dos prototipos cada uno para diciembre de 1936. 
La especificación requería una velocidad máxima de 400 km/h a 3000 m; Altitud de funcionamiento normal de 2000 m a 4000 m, la capacidad de ascensión a 3000 m en ocho minutos y un motor a elegir entre los 634 kW (850 hp) Mitsubishi Ha-6 Radiales, motores en línea Nakajima Ha-5 de 615 kW (825 hp) o Kawasaki Ha-9-IIb de 634 kW (850 hp) refrigerados por líquido, una carga de bomba normal de 300 kg y un máximo de 450 kg, una ametralladora fija en una de las alas y una ametralladora dirigida manualmente desde la cabina trasera, la capacidad de realizar picados de 60° para bombardeo en picado y un peso cargado de menos de 3.300 kg.
El primer prototipo de Kawasaki voló en marzo de 1937; se produjeron siete prototipos más. Al ser muy similar en diseño y rendimiento, la principal diferencia entre el Kawasaki Ki-32 y su rival Mitsubishi Ki-30 estaba en la elección del motor. El diseño de Mitsubishi utilizó el motor radial Nakajima Ha-5 de 14 cilindros refrigerado por aire, mientras que Kawasaki optó por su propio motor Kawasaki Ha-9-II en línea V12.
Se encontraron problemas con el diseño de Kawasaki, particularmente con el enfriamiento del motor, a pesar de dichas deficiencias el Mitsubishi Ki-30 recibió la orden de producción, la urgente necesidad de más aviones en la segunda guerra sino-japonesa, que había comenzado a gran escala en julio de 1937, resultó en la entrada en producción del Ki-32, doce meses por detrás de su rival. Irónicamente, la cantidad de Ki-32 construidos fue mucho mayor que la del exitoso Ki-30.
El Ki-32 entró en producción en 1938, con la designación de Bombardero Ligero del Ejército Tipo 98. Kawasaki fabricó 854 Ki-32 antes de que cesara la producción en mayo de 1940.

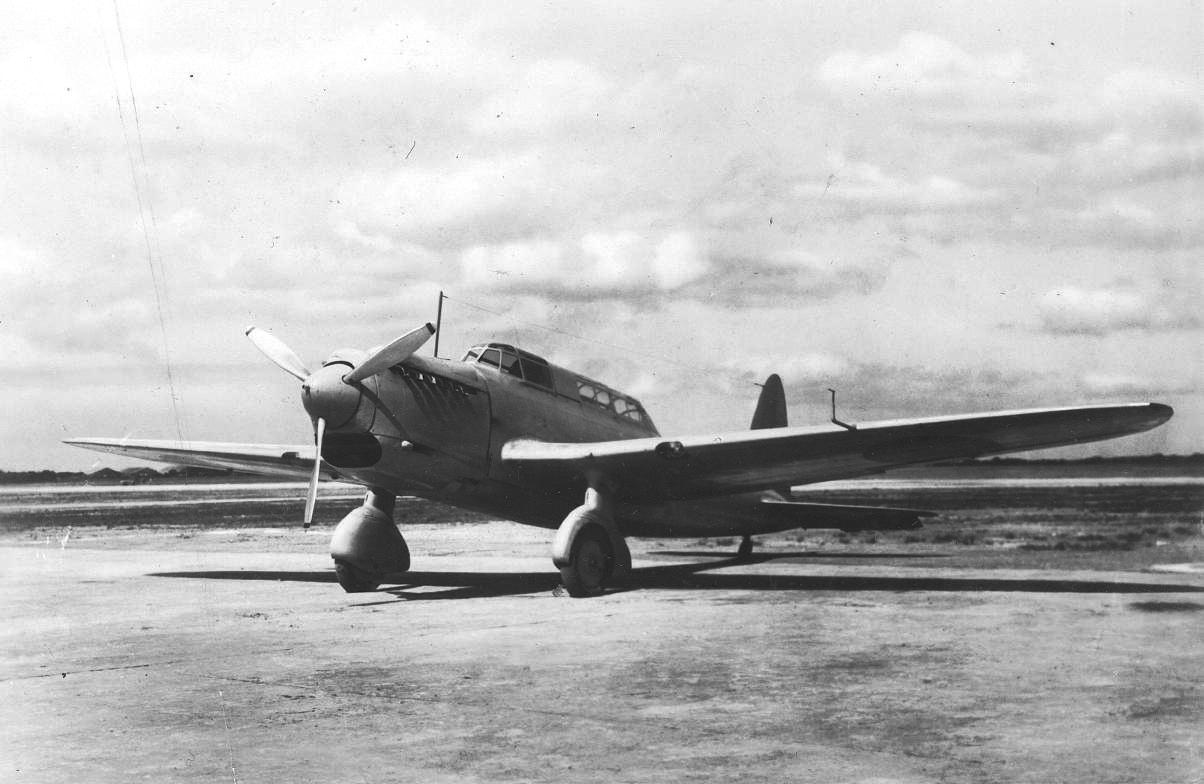
Kawasaki Ki-32

## Historial de combate
El Ki-32 fue ampliamente utilizado durante la segunda guerra sino-japonesa, equipando a los 3.º, 6.º, 10.º, 35.º, 45.º, 65.º y 75.º "Hikō Sentai" (escuadrones aéreos). También vio combate durante la Batalla de Nomonhan contra la Unión Soviética en 1938-1939. Su última acción de combate fue bombardear las fuerzas de la Commonwealth durante la invasión japonesa de Hong Kong en diciembre de 1941. A principios de 1942, la mayoría de los Ki-32 supervivientes fueron relegados a tareas de entrenamiento.
Durante la Segunda Guerra Mundial, los japoneses también suministraron Ki-32 a la Fuerza Aérea Imperial de Manchukuo para reemplazar los obsoletos bombarderos ligeros Kawasaki Tipo 88 / KDA-2 de Manchukuo. Los Ki-32 fueron el principal bombardero de la Fuerza Aérea de Manchukuo durante la Segunda Guerra Mundial.

## Operadores
Japón
- Servicio Aéreo del Ejército Imperial Japonés[3]

 Manchukuo
- Fuerza Aérea Imperial de Manchukuoː al menos operó un aparato.[5]

Operadores en la posguerra
 Indonesia
- Fuerza Aérea del Ejército Nacional de Indonesia capturó un pequeño número de aviones en numerosas bases aéreas japonesas, incluida la base aérea Bugis en Malang (repatriado el 18 de septiembre de 1945). La mayoría de los aviones fueron destruidos en conflictos militares entre los Países Bajos y la recién proclamada República de Indonesia durante la Revolución Nacional de Indonesia de 1945-1949.

## Especificaciones
Datos extraídos deː "The Concise Guide to Axis Aircraft of World War II" y "Japanese Aircraft of the Pacific War".

### Características
- Tripulación: 2
- Longitud: 11,65 m
- Envergadura: 15,0 m
- Altura: 2,90 m
- Superficie alar: 34,00 m2
- Peso vacío: 1.066 kg
- Peso máximo al despegue: 3.760 kg
- Planta motriz: un motor V12 en línea Kawasaki Ha-9-IIb refrigerado por líquido, 634 kW (850 hp)

### Prestaciones
- Velocidad máxima: 423 km / h a 3.940 m
- Velocidad de crucero: 300 km / h
- Alcance: 1.965 km
- Techo de vuelo: 8920 m
- Régimen de ascenso: 7,6 m / s
- Carga alar: 104,1 kg / m2

### Armamento
- 2 ametralladoras Tipo 89 de 7,7 mm (una montada en un ala fija y otra dirigida manualmente desde la cabina trasera)
- Hasta 450 kg de carga de bombas, 300 kg en la bodega de bombas interna y 100 kg en soportes fijos en las alas.

### Aeronaves similares
- Mitsubishi Ki-30
- Mitsubishi Ki-51
- Heinkel He 70
- Fairey Battle
- PZL.23 Karaś
- Sukhoi Su-2
- A-35 Vengeance

### Listas relacionadas
- Anexo:Aeronaves militares utilizadas en la Segunda Guerra Mundial
- Anexo:Aviones del Ejército Imperial Japonés